# Niszczyciele typu Daring (1893)
Niszczyciele typu Daring – brytyjskie niszczyciele, które weszły do służby w 1895 roku.  Zbudowano dwa okręty tego typu, które wraz z dwoma innymi typami okrętów, były jednymi z sześciu jednostek prototypowych, uważanych za jedne z pierwszych okrętów tej klasy na świecie. W oryginalnej nomenklaturze okręty określano jako Torpedo Boat Destroyer. 

## Projekt i budowa
Na początku lat 90. XIX wieku Royal Navy stanęła w obliczu zagrożenia jakie stwarzały nowe francuskie torpedowce. W 1892 roku trzecim lordem Admiralicji został admirał John Fisher, który był odpowiedzialny za proces modernizacji Royal Navy. Opracował on koncepcję nowych okrętów, które dzięki większej prędkości i silniejszemu uzbrojeniu, były by w stania zwalczać torpedowce. W celu przetestowania nowej koncepcji złożył zamówienie w trzech stoczniach na 6 okrętów. Stocznie otrzymały ogólną specyfikację okrętów, dokładny projekt techniczny musiały jednak opracować same. Koszt jednego okrętu wynosił ok. 36 tysięcy funtów.
W ramach projektu budowy 6 prototypowych niszczycieli, dwa z nich miała zbudować stocznia Thornycroft. Budowa okrętów „Daring” i „Decoy” rozpoczęła się w lipcu 1892 roku. „Decoy” został zwodowany  2 lutego 1894 roku.
Siłownia okrętu składała się z dwóch silników parowych, dla których parę wytwarzały dwa kotły wodnorurkowe. Moc siłowni dochodząca do 4200 KM i pozwalała okrętowi osiągnąć maksymalną prędkość 27 węzłów.

## Okręty
| Okręt      | Stocznia    | Rozpoczęcie budowy | Wodowanie         | Wejście do służby | Los okrętu              |
| ---------- | ----------- | ------------------ | ----------------- | ----------------- | ----------------------- |
| HMS Daring | Thornycroft | lipiec 1892        | 25 listopada 1893 | luty 1895         | wycofany ze służby 1912 |
| HMS Decoy  | Thornycroft | lipiec 1892        | 2 lutego 1894     | czerwiec 1895     | zatonął 13 czerwca 1904 |